# Ren Jingfeng

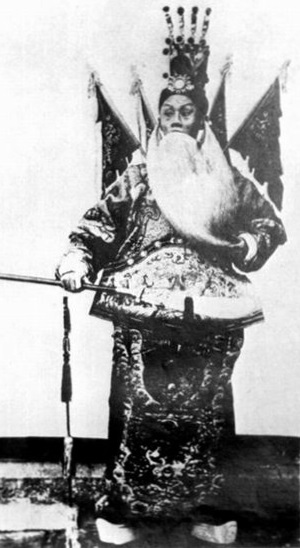
L'actor Tan Xinpei a Dingjunshan (1905)

Ren Jingfeng (xinès simplificat: 任景豐) (Faku 1850 - 1932) fotògraf i director de cinema xinès. Considerat el primer productor i director de cinema xinès.

## Biografia
Ren Jingfeng de nom real Ren Qingtai va néixer el 1850 a Faku, província de Liaoning (Xina). Amb el seu germà va anar a estudiar al Japó on va treballar entre altres llocs en un estudi fotogràfic. Al tornar a la Xina, el 1892 va fundar Feng Studio (丰泰), el primer estudi fotogràfic de Pequín. Gràcies al èxit del seu estudi Ren va montar altres negocis, com farmàcies, botigues de mobles, fàbrica de refrescs, i també un cinema, el Daguanlou Cinema, el primer cinema de Pequín. on inicialment només es podien projectar films estrangers.

#### Emperadriu Cixi
Les primeres fotografies de l'emperadriu Cixi les va fer Xuling, el fill de Louise Pierson una estatunidenca casada amb el diplomàtic xinès Yu Keng, i considerada una assessora en política exterior de l'emperadriu. Quan Cixi va decidir enviar algunes fotos seves a governs occidentals va demanar a l'estudi de Ren Jingfeng que s'ocupés dels retocs i de les ampliacions. Durant la seva estada a la Cort Imperial, l'emperadriu li va presentar a l'actor Tan Xinpei que més tard col·laboraria amb Ren Jingfeng en la seva primera pel·lícula.

#### Pioner del cinema xinès
La primera pel·lícula produïda i dirigida per Ren Jingfeng i fent de càmera Liu Zhonglun (que era el millor fotògraf de l’estudi) va utilitzar una càmera francesa),està basada en un episodi de l’obra de l’escriptor de principis de la Dinastia MingLuo Guanzhong, “Romanç dels Tres Regnes” (三国演义), concretament en el fragment "La batalla de Dingjunshan" , amb el títol de El Mont Dingjun (定军山) protagonitzada pel cantant i actor de l'Òpera de Pequín, Tan Xinpei (谭鑫培).
El fet de treballar amb escenes d'òpera demostra que l'inici del cinema xinès va ser molt diferent del dels països occidentals, com com a França, Alemanya, Gran Bretanya i els EUA, on el cinema bàsicament va començar reproduint escenes de la vida quotidiana, mentre que a la Xina va partir del rodatge d'escenes d'òperes tradicionals.
Per alguns crítics "El Mont Dinjun" s’ha considerat com la primera pel·lícula del gènere “wuxia" (lluita d’espases i/o arts marcials). L’única còpia va ser destruïda en un incendi a finals dels anys 1940. Sembla que la pel·lícula es va finalitzar el 1905 i es va estrenar al cinema de Ren Feng
Després de l'èxit de la primera pel·lícula, Fengtai Studio va fer un total de vuit pel·lícules, totes mudes, protagonitzades per actors, actrius i especialistes en arts marcials, també basades en l'Òpera de Pequín i projectades en el seu cinema. El 1909, un incendi va destruir l'estudi fotogràfic Fengtai, i Ren Jingfeng es va arruïnar. Va morir el 1932.

## Filmografia
| Any  | Títol xinès | Títol anglès                    |
| ---- | ----------- | ------------------------------- |
| 1905 | 定军山      | Dingjiun Mountain (Dingjunshan) |
| 1906 | 青山石      | Green Mountain Rock             |
| 1906 | 艳阳楼      | Sunshine Tower                  |
| 1906 | 金钱豹      | The Golden Leopard              |
| 1907 | 白水滩      | White Water Beach               |
| 1907 | 收关胜      | Collecting Victory              |
| 1908 | 纺棉花      | Spinning Cotton                 |